# Aleksander Gubrynowicz
Aleksander Krzysztof Gubrynowicz (ur. 1974) – polski prawnik, doktor habilitowany nauk prawnych, nauczyciel akademicki Uniwersytetu Warszawskiego, specjalista w zakresie prawa międzynarodowego publicznego i prawa ochrony środowiska. Filister Korporacji Akademickiej Arkonia.

## Życiorys
W 1998 ukończył magisterskie studia prawnicze, a w 2001 studia doktoranckie na Wydziale Prawa i Administracji Uniwersytetu Warszawskiego, gdzie w 2001 na podstawie napisanej pod kierunkiem Zdzisława Galickiego rozprawy pt. Ochrona powietrza w świetle prawa międzynarodowego otrzymał stopień naukowy doktora nauk prawnych w zakresie prawa, specjalność: prawo międzynarodowe, prawo ochrony środowiska. Tam też w 2017 na podstawie dorobku naukowego oraz rozprawy pt. Od Grocjusza do Laurenta: Kształtowanie się doktryny nieograniczonego immunitetu państwa w nauce prawa i orzecznictwie sądowym uzyskał stopień doktora habilitowanego nauk prawnych w zakresie prawa, specjalność: prawo międzynarodowe. Został adiunktem Uniwersytetu Warszawskiego zatrudnionym w Zakładzie Międzynarodowego Prawa Lotniczego i Kosmicznego Instytutu Prawa Międzynarodowego Wydziału Prawa i Administracji.